# Университет Призрена
Университет Призрена — государственный университет, расположенный в Призрене, Косово. Первоначально он был основан в 1962 году как Высший педагогический институт. Он был реорганизован в 2010 году под нынешним названием.

## История
Университет Призрена был образован из Высшего педагогического института, который начал свою работу в 1962 году. Нынешняя форма обучения в университете началась в 2010 году. Университет Призрена обслуживает Призренский округ и Республику Косово. Преподаватели университета часто повышают свою квалификацию и качество своего преподавания и для того, чтобы укрепить его сопоставимость и статус с другими учреждениями в регионе и Европе. Университет предоставляет обучение в основном на албанском языке, а факультете образования также предлагаются боснийский и турецкий языки.

## Структура
- Факультет экономики
  - Управление бизнесом
  - Международный менеджмент
- Юридический факультет
  - Юриспруденция
- Факультет компьютерных наук[3]
  - Разработка программного обеспечения
  - Информационные технологии
- Факультет образования
  - Программа начальной школы
  - Программа дошкольного образования
- Филологический факультет[4]
  - Албанский язык и литература
  - Английский язык и литература
  - Немецкий язык и литература
  - Турецкий язык и литература
- Факультет естественных и экологических наук[5]
  - Агропромышленный комплекс
  - Лесное хозяйство и экология